# Francisco Alió
Francesc Alió (Barcelona, 27 de marzo de 1862-ídem, 31 de marzo de 1908) fue un compositor español.
Estudió composición con Antoni Nicolau y piano con Vidiella. Colaboró como crítico en varias publicaciones: La Renaixensa, L'Avenç  y El Poble Català.
Fue folclorista, y está considerado como uno de los primeros impulsores del renacimiento musical catalán.

## Obras

### Canto
- Colecció de 6 melodies per a cant i piano (1887).
- 5 Cançons per a cant i piano (1887).
- 23 Cançons populars catalanes.

### Piano
- Ballet.
- Marxa fantàstica.
- Nota de color.
- Barcaroles.